# ジャルヂン・エレトリコ〜エレクトリック・ガーデン
『ジャルヂン・エレトリコ〜エレクトリック・ガーデン』（原題：Jardim Elétrico）は、ムタンチスが1971年に発表した4作目のアルバム。

## 解説
1970年、ムタンチスはフランス滞在中にアルバム『テクニカラー』を制作するが、同作は2000年に至るまでお蔵入りとなった。そして、本作には『テクニカラー』で発表されるはずだった楽曲のうち、5曲を収録している。そのうち「Baby」は、ファースト・アルバム『オス・ムタンチス』（1968年）でも取り上げられていた曲だが、本作および『テクニカラー』ではムタンチスによる英訳詞で歌われ、キーやアレンジも全く異なる。また、「Virgínia」や「Saravá」は『テクニカラー』では英語詞で歌われているが、本作にはポルトガル語のヴァージョンが収録された。
本作では、メンバーのアルナルド・バチスタがプロデュースを担当している。
『ローリング・ストーン・ブラジル』誌が選出した「ブラジル音楽の偉大なアルバム100」では72位にランク・イン。

## 収録曲
特記なき楽曲はアルナルド・バチスタ、ヒタ・リー、セルジオ・ヂアスの共作。
1. トッピ・トッピ - "Top Top" (Mutantes, Arnolpho Lima Filho) - 2:28
2. ベンヴィンダ - "Benvinda" (Arnaldo Baptista, Rita Lee) - 2:47
3. テクニカラー - "Tecnicolor" - 3:44
4. 正義の男〜エル・フスティシエロ - "El Justiciero" - 3:52
5. イッツ・ヴェリー・ナイス・プラ・シュウ・シュウ - "It's Very Nice Pra Xuxu" - 4:48
6. ポルトガル・ヂ・ナヴィオ - "Portugal de Navio" - 2:43
7. ヴァージニア - "Virgínia" - 3:27
8. ジャルヂン・エレトリコ〜エレクトリック・ガーデン - "Jardim Elétrico" - 3:14
9. レイディ・レイディ - "Lady, Lady" (Mutantes, Arnolpho Lima Filho) - 3:33
10. サラヴァ - "Saravá" - 4:24
11. ベイビー - "Baby" (Caetano Veloso, Os Mutantes) - 3:37

## 参加ミュージシャン
- セルジオ・ヂアス - ボーカル、ギター
- アルナルド・バチスタ - ボーカル、キーボード
- ヒタ・リー - ボーカル
- リミーニャ - ベース、ボーカル
- ヂーニョ・レーミ - ドラムス

ゲスト・ミュージシャン
- ホジェーリオ・ドゥプラ - オーケストラ・アレンジ